# Brantes
Pour les articles homonymes, voir Brantes (homonymie).
Brantes est une commune française, située dans le département de Vaucluse en région Provence-Alpes-Côte d'Azur.

## Géographie

### Localisation
Le village de Brantes est un village perché entre le mont Ventoux au sud et la Drôme au nord.
| Saint-Léger-du-Ventoux | Plaisians (Drôme) | Montbrun-les-Bains (Drôme)     |
|                        | Brantes           | Reilhanette (Drôme), Savoillan |
| Bédoin                 |                   | Aurel                          |

### Voies de communications et transports

#### Voies routières
- Deux routes traversent la commune sur un axe est-ouest : la route départementale 41 au nord du village, sur la hauteur, et la route départementale 40 au sud, en contrebas en bordure du Toulourenc. Entre les deux, permettant d'atteindre le bourg, la route départementale 136.
- La commune de Brantes est traversée par plusieurs sentiers de grande randonnée, les GR 4, GR 9 et GR 91[2], et sert de point de départ pour de nombreuses randonnées sur sentiers balisés.

#### Transports en commun
Transport en Provence-Alpes-Côte d'Azur
- Réseau régional Zou ![3]

### Géologie et relief
| - OpenStreetMap Limite communale |

#### Géologie
Le mont Ventoux est constitué de calcaires urgoniens blanchâtres massifs, d'âge crétacé inférieur, et très clairs (d'où l'impression d'un sommet enneigé). Son importante élévation vient de la compression due à la formation de la chaîne pyrénéo-provençale, aujourd'hui disparue. Cette compression a bombé et fait chevaucher les roches de la montagne sur les terrains plus au nord, durant le crétacé supérieur et le début du tertiaire.
La vallée du Toulourenc, quant à elle, a un sol du quaternaire composé de dépôts fluviatiles, colluvions et éboulis.

#### Reliefs
Le village est perché entre 500 et 600 mètres d'altitude avec au-dessus la barre du Charles (836 mètres) puis plus au nord la montagne de Geine (1 267 mètres).
Au sud, une vallée plus ou moins large où coule le Toulourenc (d'où le nom de « vallée du Toulourenc ») puis par delà la vallée du Toulourenc, le versant septentrional du mont Ventoux et le col des Tempêtes (1 829 mètres). Le mont Ventoux est classé « Réserve de Biosphère » par l'UNESCO depuis 1994.

#### Végétation
Le versant nord (ubac) du mont ventoux est moins ensoleillé. Ses pentes sont abruptes, faites d'éboulis et de falaises majestueuses et sa flore y est médioeuropéenne et non plus méditerranéenne. Parmi les végétations dominantes du versant nord, on trouve des chênes verts jusqu'à 620 mètres d'altitude puis des noyers de 620 à 800 mètres. De la garrigue aux herbes aromatiques comme le thym et la lavande vraie entre 800 et 910 mètres d'altitude. Ensuite, des hêtres de 910 à 1 380 mètres et des pins à crochets (sous-espèce de pins de montagne) jusqu'à 1 720 mètres d'altitude. Enfin, le secteur alpin au-dessus de 1 720 mètres d'altitude.
Sur les pentes de la barre du Charles et de la montagne de Geine, bois de chênes et pins.
Quelques champs au cœur de la vallée.

### Hydrographie et les eaux souterraines

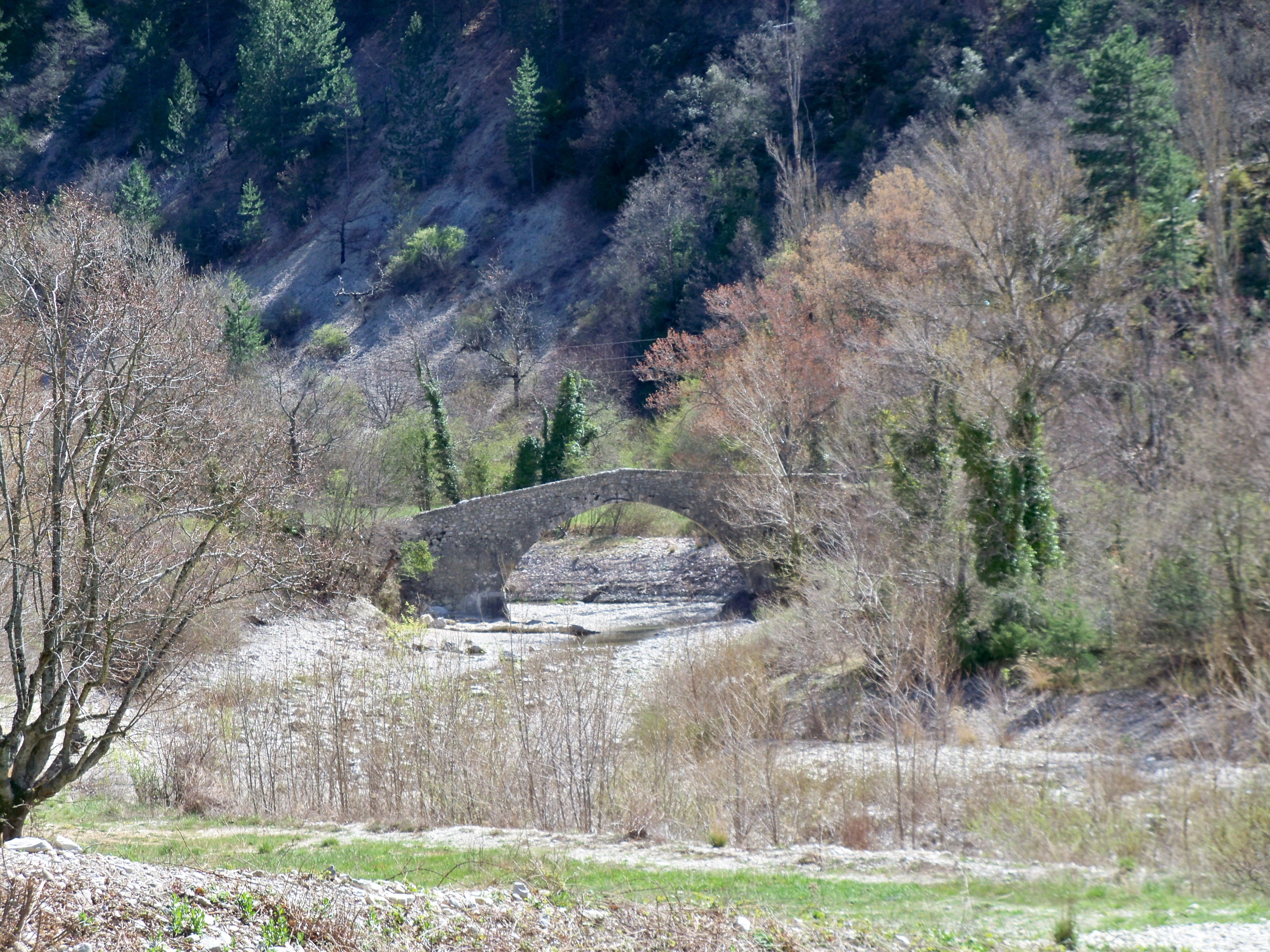
Pont roman sur le Toulourenc.

Cours d'eau sur la commune ou à son aval :
- La commune est arrosée par le Toulourenc, affluent de l'Ouvèze, au bas du village. Le pont qui l'enjambe, dit pont romain est un pont roman du XIIIe siècle[7],
- ruisseau de derboux,
- ravin du raïs,
- torrents de la combe de la mure, du bourboulet, riaille,
- vallats du revestet, du tombereau,
- sur le territoire de la commune se trouve la source de la Fontnouvelle.

La station d’épuration de Brantes se rejette dans le Maldaric, affluent du Toulourenc.

### Climat
Pour des articles plus généraux, voir Climat de Provence-Alpes-Côte d'Azur et Climat de Vaucluse.
En 2010, le climat de la commune est de type climat méditerranéen altéré, selon une étude du Centre national de la recherche scientifique s'appuyant sur une série de données couvrant la période 1971-2000. En 2020, Météo-France publie une typologie des climats de la France métropolitaine dans laquelle la commune est exposée à un climat de montagne ou de marges de montagne et est dans la région climatique  Provence, Languedoc-Roussillon, caractérisée par une pluviométrie faible en été, un très bon ensoleillement (2 600 h/an), un été chaud (21,5 °C), un air très sec en été, sec en toutes saisons, des vents forts (fréquence de 40 à 50 % de vents > 5 m/s) et peu de brouillards. 
Pour la période 1971-2000, la température annuelle moyenne est de 11,8 °C, avec une amplitude thermique annuelle de 16,6 °C. Le cumul annuel moyen de précipitations est de 949 mm, avec 6,7 jours de précipitations en janvier et 4,3 jours en juillet. Pour la période 1991-2020, la température moyenne annuelle observée sur la station météorologique de Météo-France la plus proche, « Buis-Baronnies », sur la commune de Buis-les-Baronnies à 10 km à vol d'oiseau, est de 14,1 °C et le cumul annuel moyen de précipitations est de 792,8 mm. 
La température maximale relevée sur cette station est de 44 °C, atteinte le 28 juin 2019 ; la température minimale est de −10,2 °C, atteinte le 20 décembre 2001,,. 
Les paramètres climatiques de la commune ont été estimés pour le milieu du siècle (2041-2070) selon différents scénarios d'émission de gaz à effet de serre à partir des nouvelles projections climatiques de référence DRIAS-2020. Ils sont consultables sur un site dédié publié par Météo-France en novembre 2022.

## Histoire

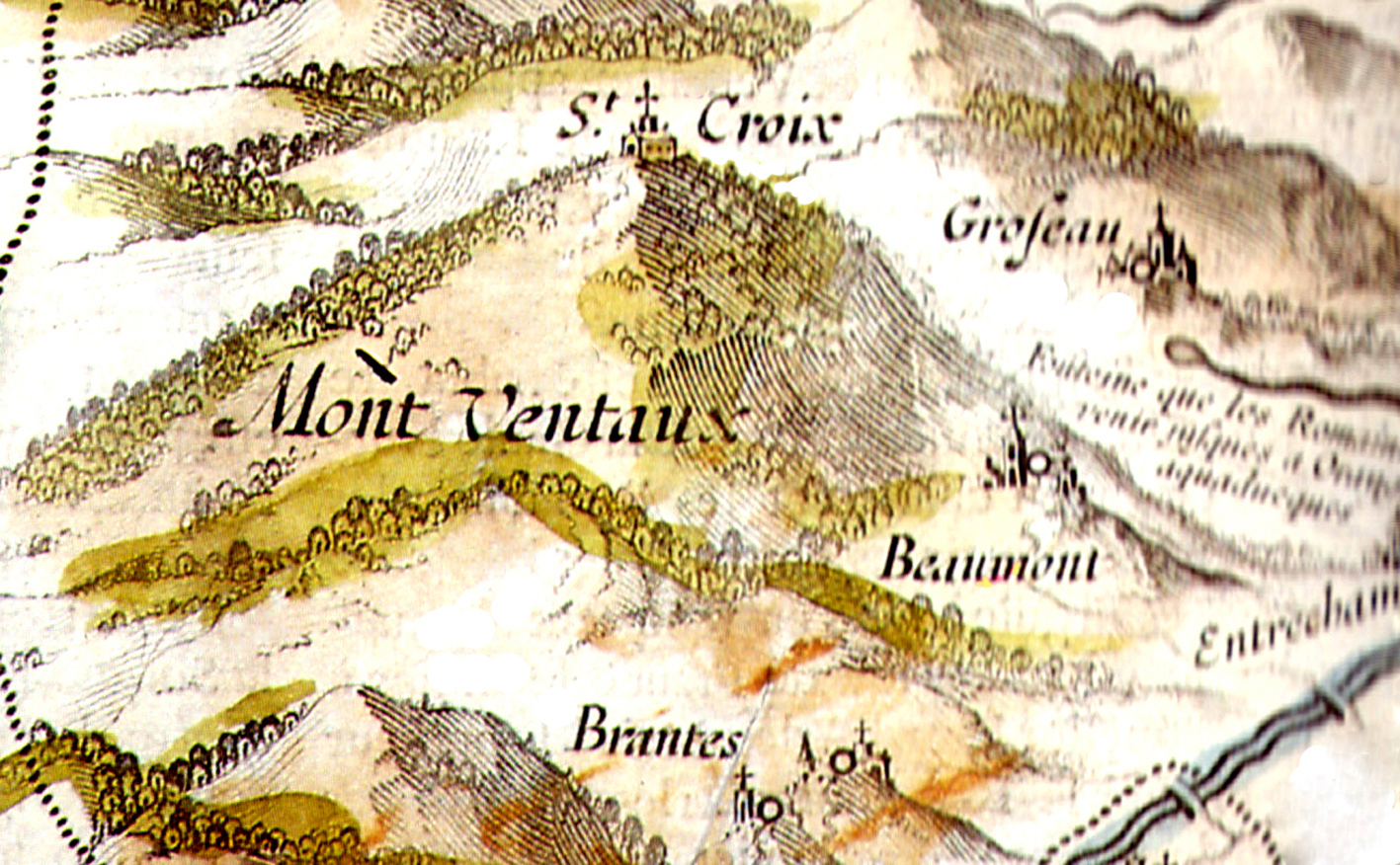
Extrait de la carte de Jacques de Chieze (1627) montrant Brantes au pied du mont Ventaux.

Cité en 1163 sous le nom de « Brantule » et en 1254 sous « de Brantulis ».
Seigneurie des Baux depuis le XIIe siècle, Le 4 avril 1402, à Brantes, au pied du Ventoux, en présence de son épouse Alix des Baux, Odon de Villars fit donation à son neveu Philippe de Lévis des fiefs de Brantes, Plaisians et leurs dépendances, des seigneuries de Saint-Marcel, Roquefort, le Castellet, Cassis et Port-Miou, dépendantes de la baronnie d’Aubagne, ainsi que de La Fare-les-Oliviers, et Éguilles. Son neveu, en contrepartie, devait lui servir de caution vis-à-vis de Raymond de Turenne dans l’observation d’un accord passé entre le vicomte, lui et son épouse Alix. En cas de non-respect de la part d’Alix et d’Odon, ces derniers devraient payer 50 000 florins à Raymond de Turenne,.
Ce fief fut acquis par la Révérende Chambre Apostolique en 1320 et entre dans le Comtat Venaissin en 1320.
Après être passé dans les mains de plusieurs familles, Laurens, puis de Vincens, en 1697, le marquisat est acheté par Pierre du Blanc, seigneur de Buisson,.
Durant les guerres de Religion, les protestants occupent le village.
Fin du XXe siècle, des passionnés se mettent en tête de restaurer le village.
François et Claude Morénas, qui ont été à l'initiative du balisage d'un nombre incalculable de sentiers de grandes randonnées, ont dit toute leur émotion en découvrant ce village :

« Le village en camaïeu confond ses toits patinés et ses façades grisées avec les rochers sur lesquels il se cramponne. Tout en escalier et en terrasses d'éboulis où s'accrochent les amandiers tordus, genévriers, genêts et ronces et de maigres prairies, tout ce qui pourrait, malgré la pauvreté du sol et la sécheresse, devenir droit, beau et vigoureux, a été grignoté par les chèvres. »

### Héraldique
| Blason de Brantes | Les armes peuvent se blasonner ainsi : D'azur à deux palmes d'or, accostées de deux fleurs de lis du même et accompagnées en chef d'une croisette ancrée d'argent et en pointe d'un croissant du même. |

créé en 1980 en reprenant les armoiries des familles Laurens et du Blanc

### Toponymie
La commune est appelée Brantas en occitan.

## Politique et administration
| Période                                  | Période   | Identité         | Étiquette | Qualité  |
| ---------------------------------------- | --------- | ---------------- | --------- | -------- |
| mars 2001                                | mars 2008 | Georgette Bernad |           |          |
| mars 2008                                | En cours  | Roland Ruegg     | SE        | Retraité |
| Les données manquantes sont à compléter. |           |                  |           |          |

### Budget et fiscalité 2017

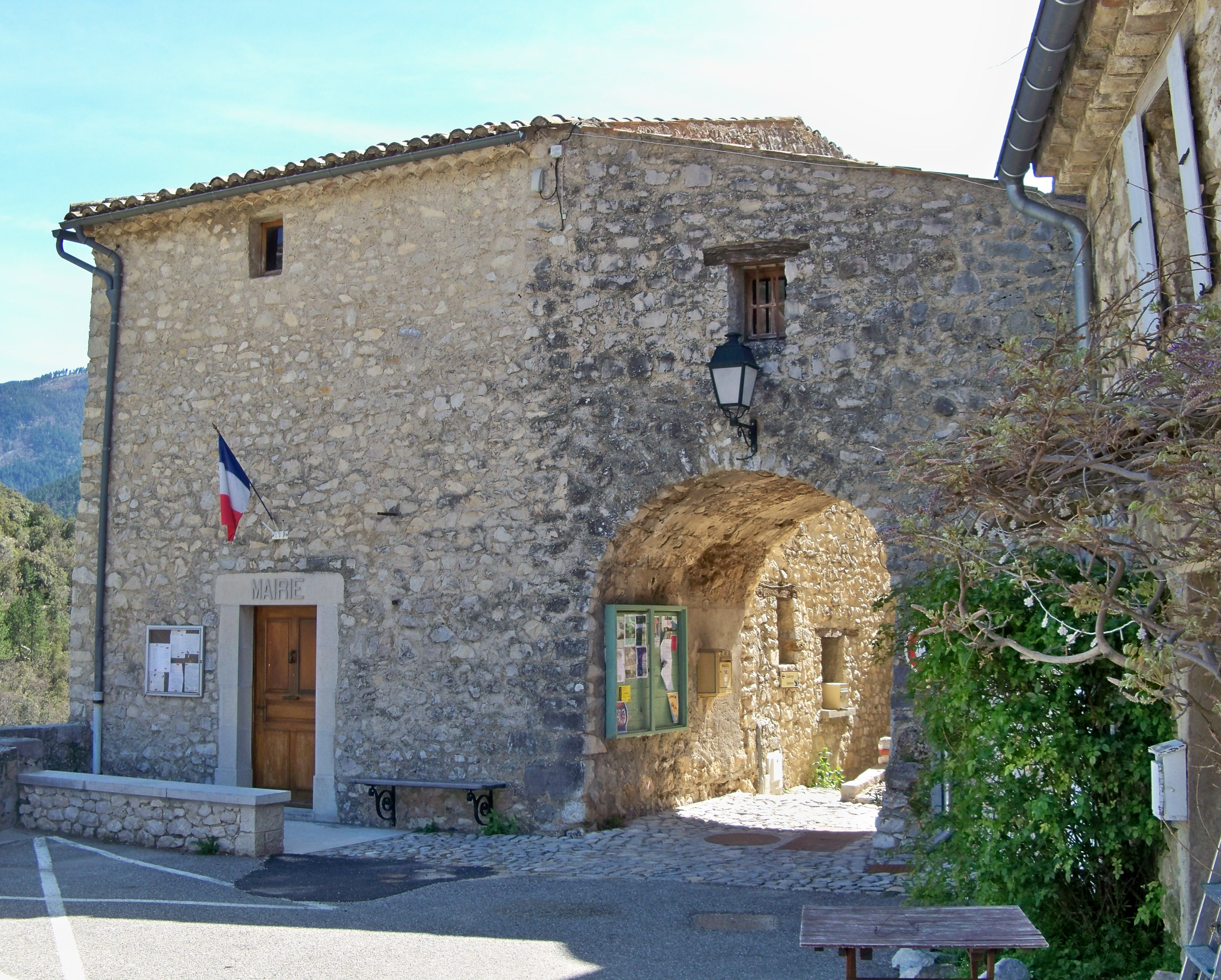
Mairie de Brantes.

En 2017, le budget de la commune était constitué ainsi :
- total des produits de fonctionnement : 90 000 €, soit 1 113 € par habitant ;
- total des charges de fonctionnement : 106 000 €, soit 1 305 € par habitant ;
- total des ressources d'investissement : 65 000 €, soit 798 € par habitant ;
- total des emplois d'investissement : 53 000 €, soit 658 € par habitant ;
- endettement : 0 €, soit 0 € par habitant.

Avec les taux de fiscalité suivants :
- taxe d'habitation : 2,75 % ;
- taxe foncière sur les propriétés bâties : 6,53 % ;
- taxe foncière sur les propriétés non bâties : 45,90 % ;
- taxe additionnelle à la taxe foncière sur les propriétés non bâties : 0,00 % ;
- cotisation foncière des entreprises : 0,00 %.

Chiffres clés Revenus et pauvreté des ménages en 2015 : médiane en 2015 du revenu disponible, par unité de consommation.

### Intercommunalité
La commune fait partie de la Communauté de communes Pays Vaison Ventoux, qui fait elle-même partie du syndicat mixte d'aménagement de l'Aygues et du syndicat mixte d'aménagement du bassin de l'Ouvèze (SIABO).

## Urbanisme

### Typologie
Au 1er janvier 2024, Brantes est catégorisée commune rurale à habitat très dispersé, selon la nouvelle grille communale de densité à sept niveaux définie par l'Insee en 2022.
Elle est située hors unité urbaine et hors attraction des villes,.

### Occupation des sols
L'occupation des sols de la commune, telle qu'elle ressort de la base de données européenne d’occupation biophysique des sols Corine Land Cover (CLC), est marquée par l'importance des forêts et milieux semi-naturels (95,2 % en 2018), en diminution par rapport à 1990 (96,3 %). La répartition détaillée en 2018 est la suivante :
forêts (62,6 %), milieux à végétation arbustive et/ou herbacée (26,4 %), espaces ouverts, sans ou avec peu de végétation (6,2 %), zones agricoles hétérogènes (4,8 %). L'évolution de l’occupation des sols de la commune et de ses infrastructures peut être observée sur les différentes représentations cartographiques du territoire : la carte de Cassini (XVIIIe siècle), la carte d'état-major (1820-1866) et les cartes ou photos aériennes de l'IGN pour la période actuelle (1950 à aujourd'hui).

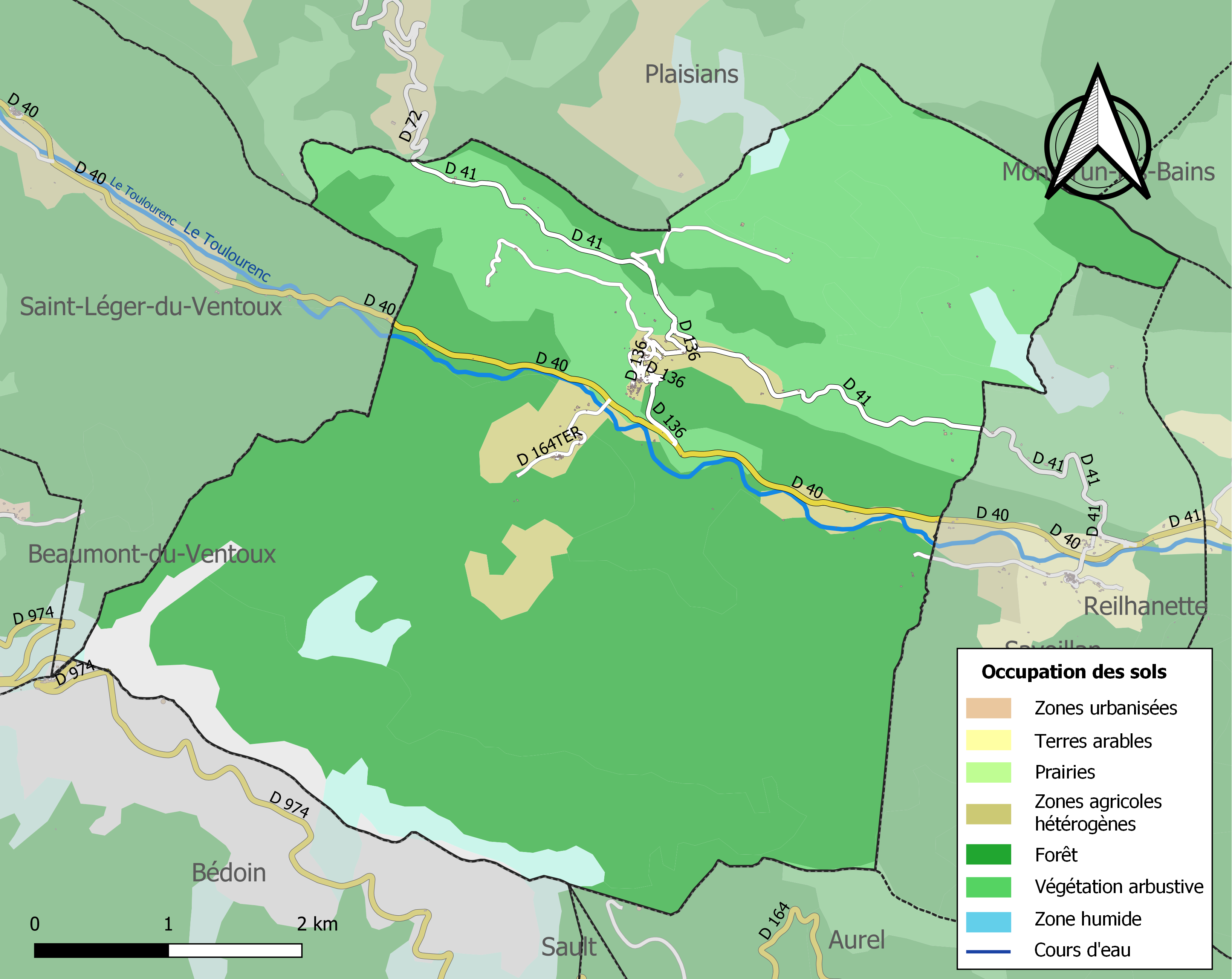
Carte des infrastructures et de l'occupation des sols de la commune en 2018 (CLC).

### Politique environnementale
La commune est incluse dans la zone de protection Natura 2000 « l'Ouvèze et le Toulourenc », sous l'égide du ministère de l'Écologie, de la DREAL Provence-Alpes-Côte-d'Azur, et du MNHN (Service du Patrimoine Naturel).

## Population et société

### Démographie

#### Évolution démographique
L'évolution du nombre d'habitants est connue à travers les recensements de la population effectués dans la commune depuis 1793. Pour les communes de moins de 10 000 habitants, une enquête de recensement portant sur toute la population est réalisée tous les cinq ans, les populations de référence des années intermédiaires étant quant à elles estimées par interpolation ou extrapolation. Pour la commune, le premier recensement exhaustif entrant dans le cadre du nouveau dispositif a été réalisé en 2006.

En 2022, la commune comptait 86 habitants, en évolution de +2,38 % par rapport à 2016 (Vaucluse : +1,73 %, France hors Mayotte : +2,11 %).
| 1793 | 1800 | 1806 | 1821 | 1831 | 1836 | 1841 | 1846 | 1851 |
| ---- | ---- | ---- | ---- | ---- | ---- | ---- | ---- | ---- |
| 320  | 355  | 440  | 448  | 491  | 440  | 442  | 470  | 471  |

| 1856 | 1861 | 1866 | 1872 | 1876 | 1881 | 1886 | 1891 | 1896 |
| ---- | ---- | ---- | ---- | ---- | ---- | ---- | ---- | ---- |
| 410  | 381  | 376  | 385  | 394  | 321  | 325  | 319  | 284  |

| 1901 | 1906 | 1911 | 1921 | 1926 | 1931 | 1936 | 1946 | 1954 |
| ---- | ---- | ---- | ---- | ---- | ---- | ---- | ---- | ---- |
| 265  | 266  | 241  | 200  | 167  | 139  | 143  | 114  | 96   |

| 1962 | 1968 | 1975 | 1982 | 1990 | 1999 | 2006 | 2011 | 2016 |
| ---- | ---- | ---- | ---- | ---- | ---- | ---- | ---- | ---- |
| 100  | 90   | 85   | 85   | 63   | 65   | 80   | 83   | 84   |

| 2021 | 2022 | - | - | - | - | - | - | - |
| ---- | ---- | - | - | - | - | - | - | - |
| 87   | 86   | - | - | - | - | - | - | - |

## Habitat

### Habitat perché

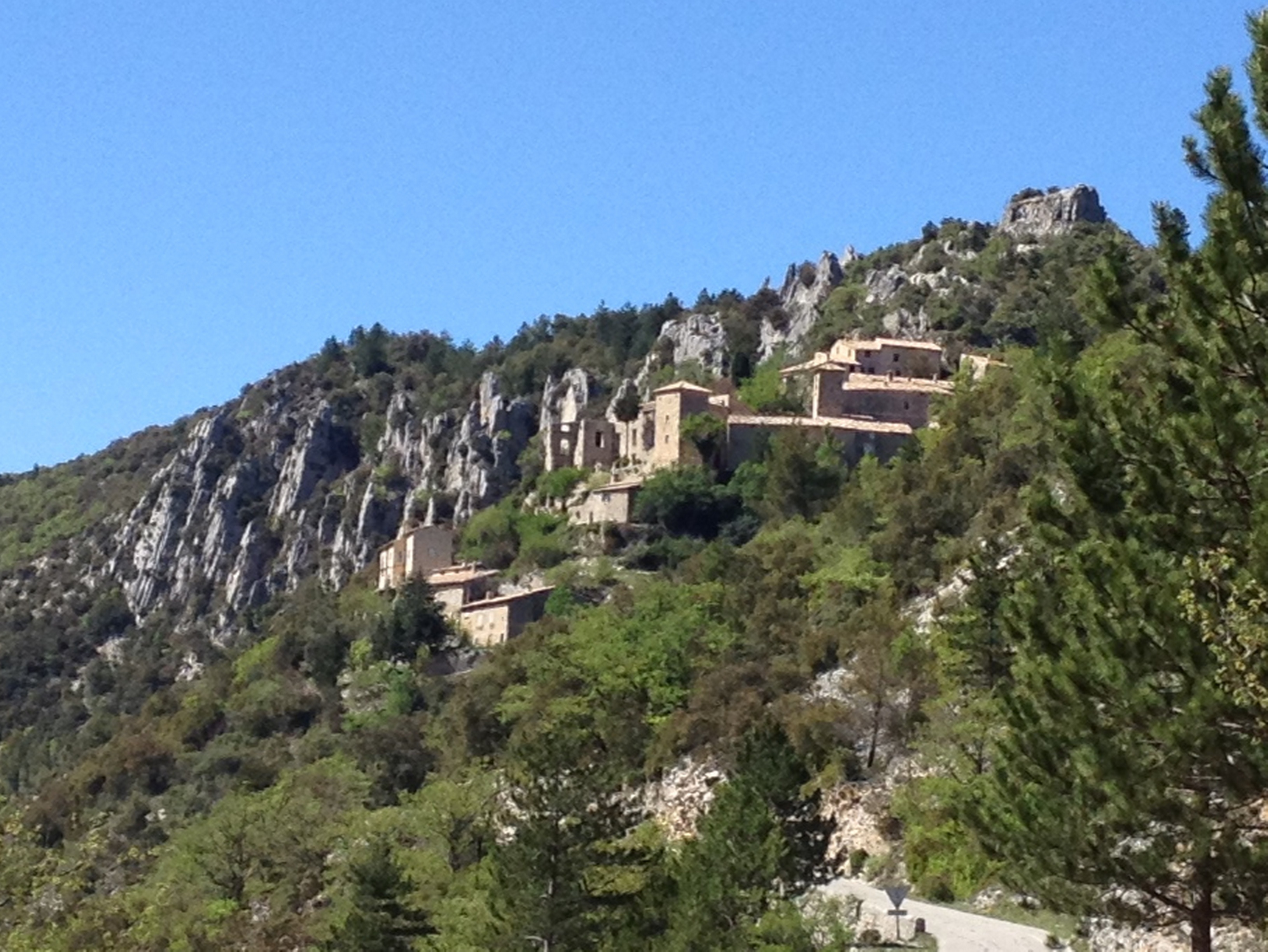
Brantes, village perché.

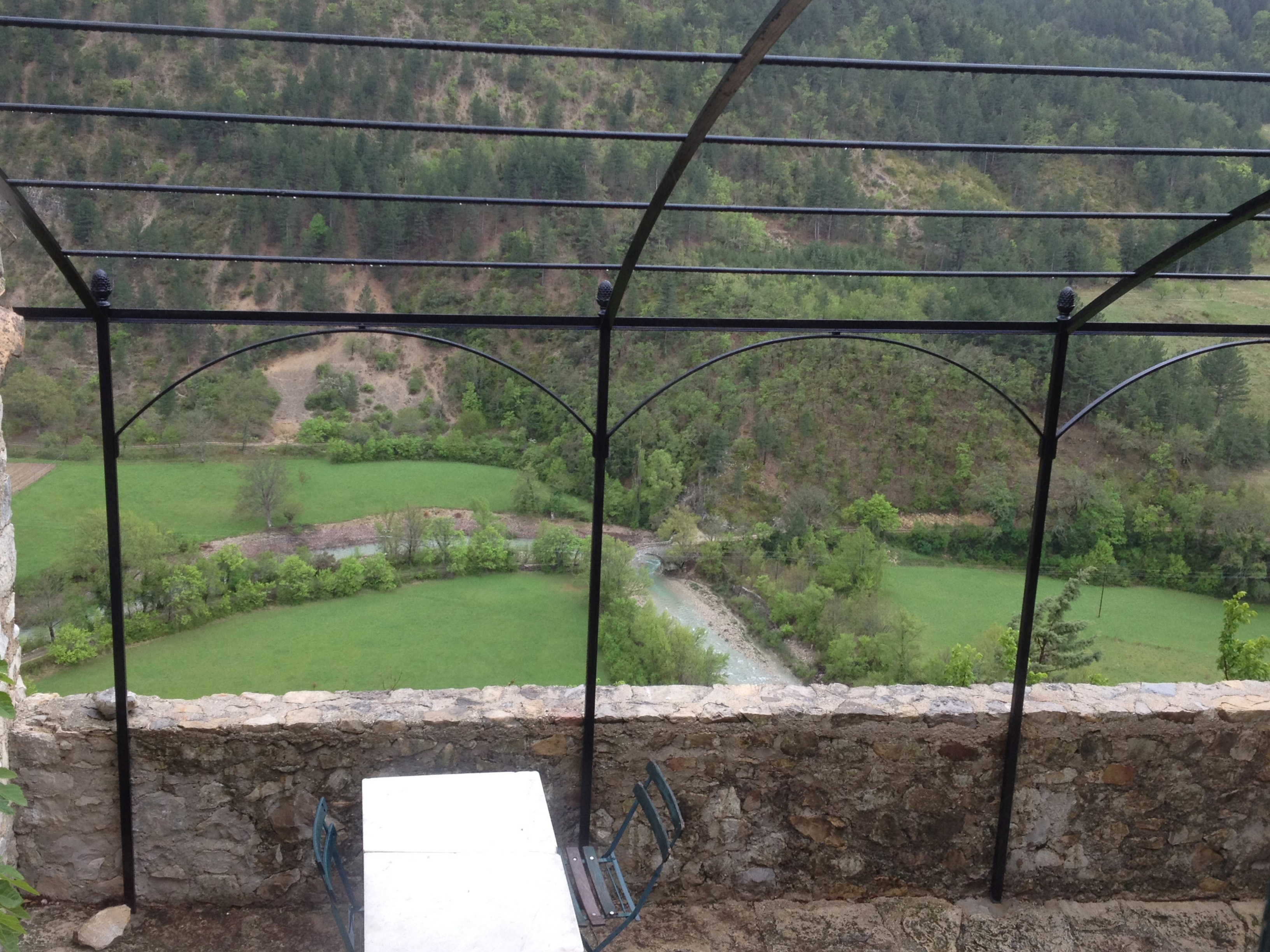
Vue sur le Toulourenc.

Ce type d'habitat est considéré comme typiquement provençal, il est surtout typiquement méditerranéen. Ces villages sis sur leur « acropole rocheuse », qui ont gardé leur aspect médiéval, forment par l'orientation des façades de leurs maisons - vers la vallée ou la voie de communication - un véritable front de fortification.
Fernand Benoit souligne leur origine quelquefois préhistorique en signalant que Cicéron, à propos des Ligures qui peuplaient la région, les dénomme castellani, c'est-à-dire habitants des castellas (Brutus, LXXIII, 256).
Ces villages perchés se trouvent dans essentiellement dans les zones collinaires dont le terroir est pauvre en alluvions et où l'eau est rare. Ce qui est le cas général en Provence sauf dans la basse vallée du Rhône et dans celle de la Durance, où les terres alluvionnaires abondent et surtout où l'eau est facilement accessible pour chaque propriété grâce à un puits creusé dans la cour de la maison.
De plus, ce groupement en communauté refermée sur elle-même correspond à des régions de petites propriétés, où les seules terres fertiles se situent au fond de quelques vallons, et ce regroupement a facilité l'existence d'un artisanat rural indispensable aux villageois (charron, forgeron, etc.). À contrario, l'habitat dispersé implique de grands domaines qui tendent à vivre en autarcie. D'où la loi émise par Fernand Benoit « La misère groupe l'habitat, l'aisance le disperse ».

## Économie
Un très petit village vivant d'un peu de tourisme (une dizaine de chambre d'hôtes) dont des artisans qui fabriquent des santons et des poteries (faïencerie), d'élevage ovin (agneau du Ventoux) et de fabrique de fromages, de fabrication de miel, quelques vergers d'amandiers, culture de la lavande et plantes aromatiques.

### Commerce
L'Auberge de Brantes, fermée depuis 2020, qui porte le label Bistrot de pays,, adhère à une charte dont le but est de « contribuer à la conservation et à l’animation du tissu économique et social en milieu rural par le maintien d’un lieu de vie du village ».

## Vie locale
La communauté de communes de la Vallée du Toulourenc se charge de la collecte et du traitement des déchets des ménages et déchets assimilés.

### Enseignement
Établissements d'enseignements :

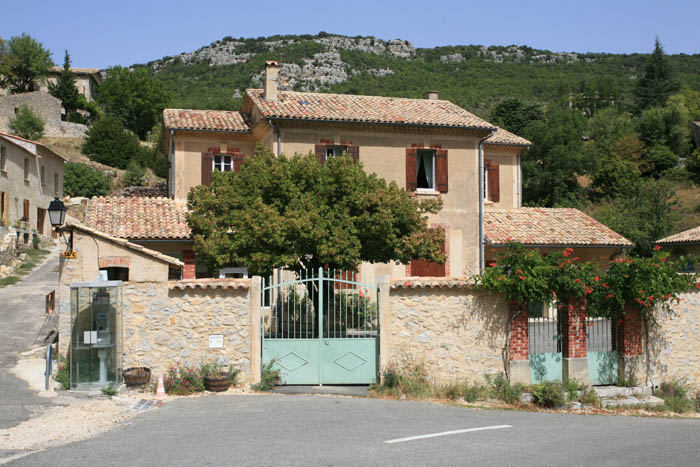
L'école.

- Le village de Brantes possédait une école, située en bordure du vieux village[39]. Elle a fermé à l'été 2023.
- Collèges à Buis-les-Baronnies, Sault,
- Lycées à Vaison-la-Romaine, Nyons.

### Sports
Pas d'équipement collectif particulier hormis les chemins de randonnées et les aménagements divers aux abords du Toulourenc.
Sports pratiqués : randonnées pédestres.
Autres activités : chasse, pêche.

### Santé
Pas de pharmacie ni d'équipement particulier de santé.
Professionnels et établissements de santé :
- médecins à Buis-les-Baronnies, Bédoin, ou Montbrun, Séderon et Sault ;
- pharmacies à Montbrun-les-Bains, Buis-les-Baronnies, Bédoin ;
- hôpitaux à Buis-les-Baronnies, Vaison-la-Romaine.

### Cultes
C'est un village de tradition catholique (église paroissiale Saint-Sidoine, chapelles Notre-Dame-de-Piété et Saint-Jean-Baptiste et cimetière, chapelle Saint-Roch) malgré une prise du bourg par les protestants lors des guerres de Religion. Il dépend du diocèse d'Avignon.

## Lieux et monuments

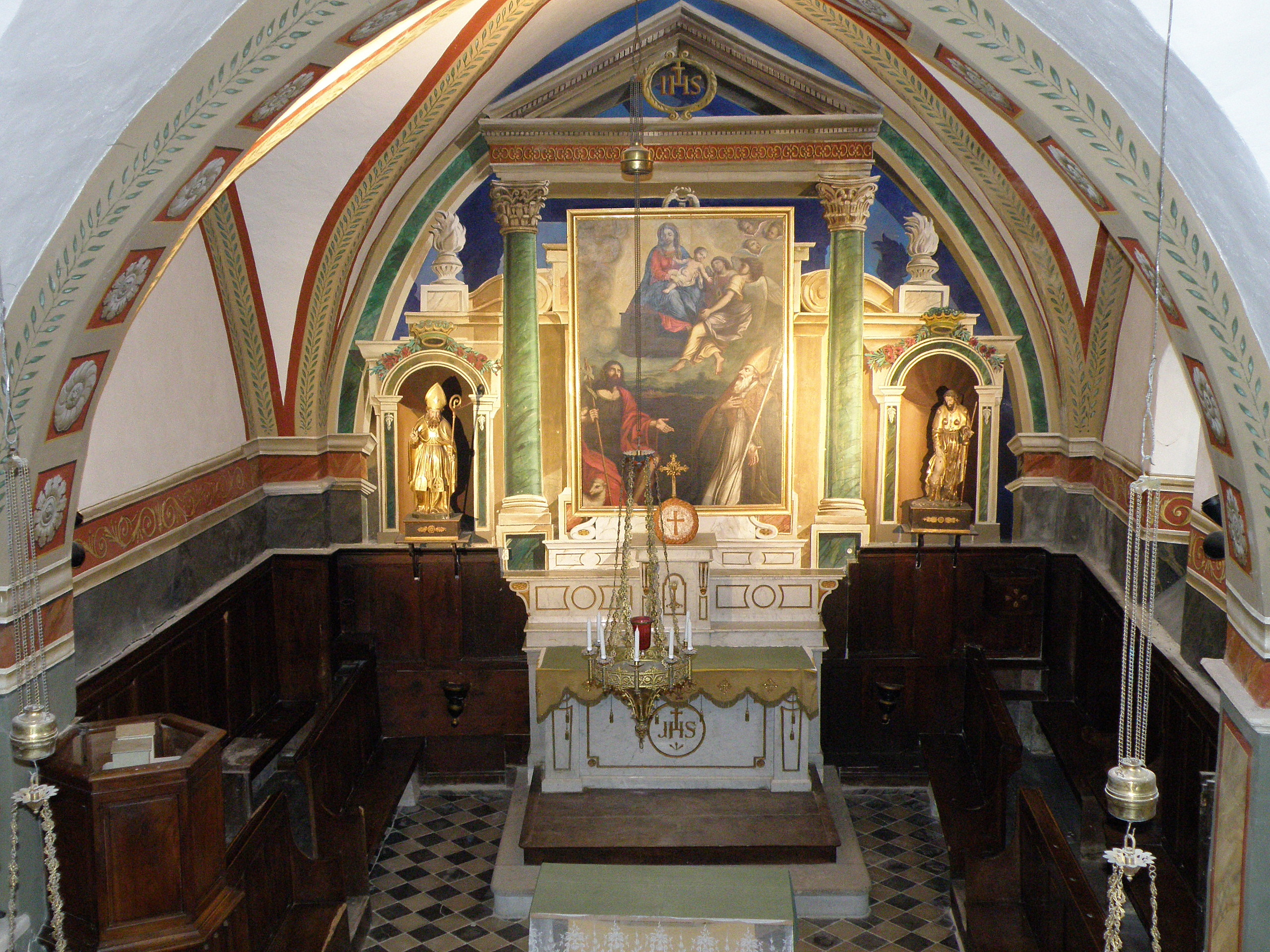
Intérieur de l'église paroissiale Saint-Sidoine.
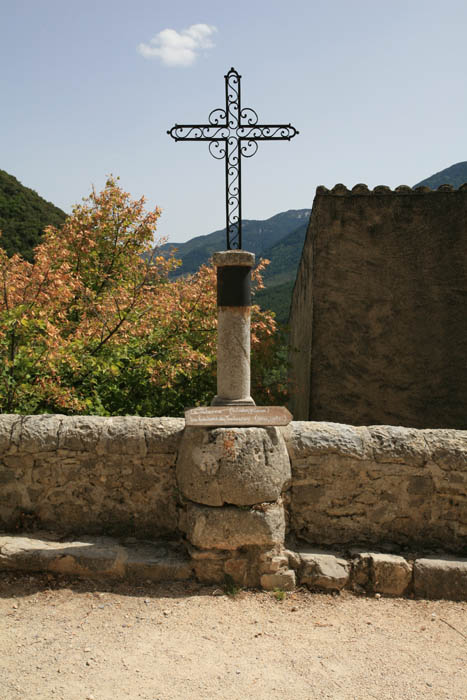
Croix.
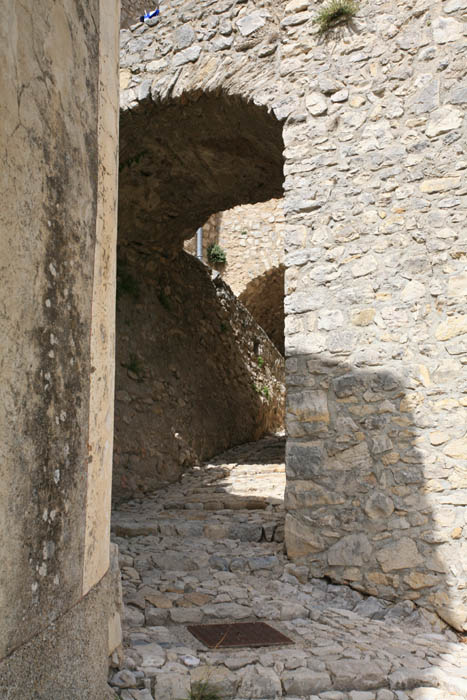
Ruelle.
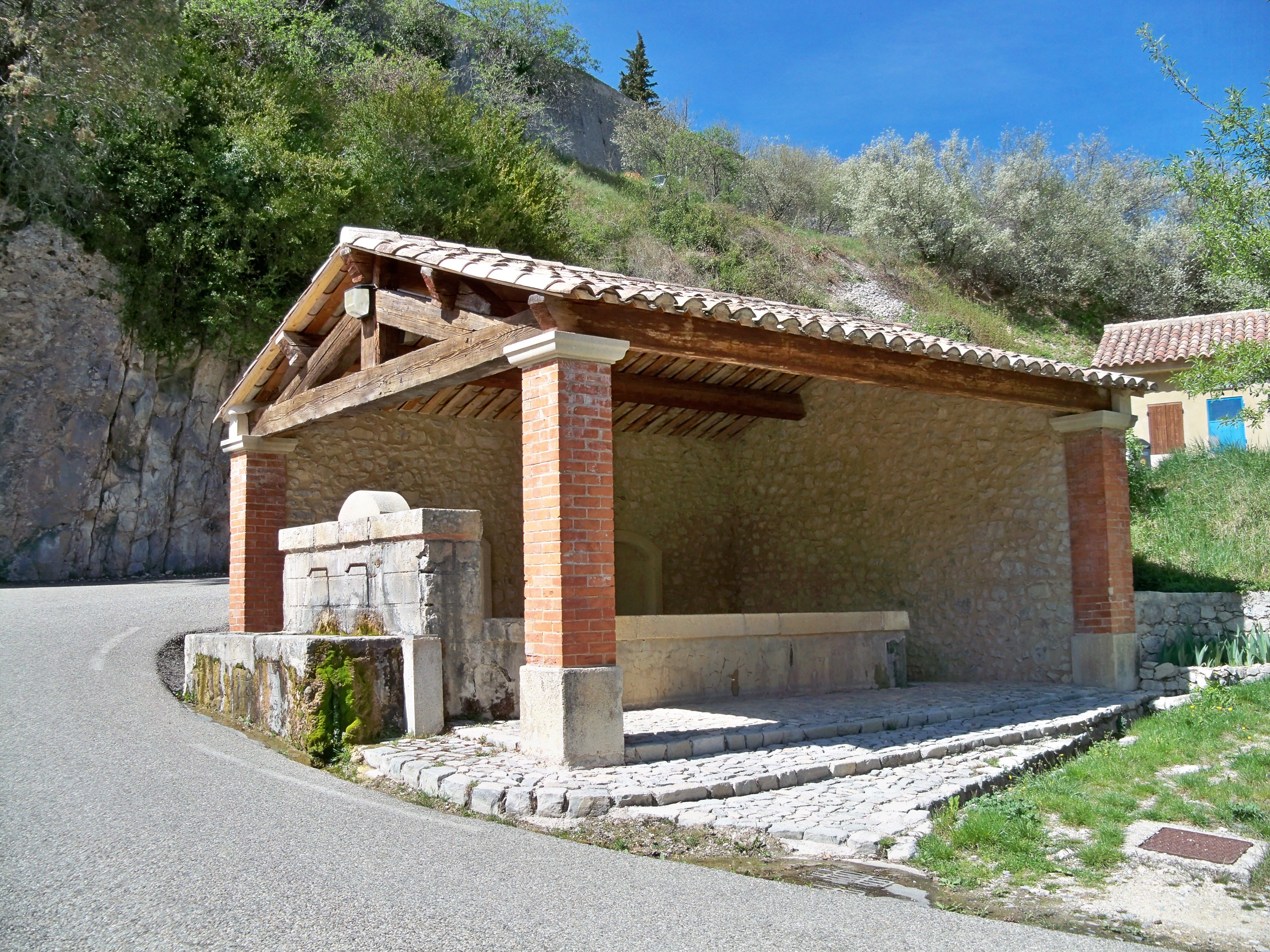
Lavoir.

Brantes est un village aux ruelles en calades, aux passages voûtés, aux portes anciennes et aux vieilles maisons de pierre. Il est construit en nid d'aigle sur les contreforts de la montagne.
Patrimoine religieux :
- Église paroissiale Saint-Sidoine de 1684, avec décor intérieur en trompe-l'œil[42].
- Chapelle Notre-Dame-de-Pitié des pénitents blancs[43], chapelle du début du XVIIIe siècle maintenant utilisée comme point info et pour présenter les nombreux travaux réalisés par l'association locale pour la restauration du site.
- Chapelle Saint-Roch[44].
- Chapelle Saint-Jean-Baptiste (XIIe).
- Oratoires du Sacré-Cœur, de Saint-Joseph et Saint-Gens (XIXe).
- Monument aux morts[45].

Autres patrimoines :
- Vestiges d'un château féodal[46] des seigneurs des Baux : pans de murs et deux citernes.
- Ancien lavoir.
- Pont à une arche, style « romain », du XIIIe siècle[47].

## Personnalités liées à la commune
- Léon Ayme, né le 10 octobre 1903 à Brantes, député de Vaucluse (1963 - 1967)[48].